# Saron marmoratus
Saron marmoratus är en kräftdjursart som först beskrevs av OLIVIER 1811.  Saron marmoratus ingår i släktet Saron och familjen Hippolytidae. Inga underarter finns listade i Catalogue of Life.